# مارکوس گروسکوپف
مارکوس گروسکف (به آلمانی: Markus Großkopf) نوازنده گیتار باس گروه پاور متال آلمانی هلووین در ۲۱ سپتامبر ۱۹۶۵ به دنیا آمد. او و مایکل ویکاث تنها اعضای گروه هستند که از ابتدای آغاز هلووین حضور داشته‌اند. اعضای خانواده مارکوس در آفریقای جنوبی، کانادا، آمریکا و آلمان زندگی می‌کنند.
او نوازندگی گیتار باس را از ۱۵ سالگی آغاز کرد زمانی که با یک نوازندهٔ درامز و گیتار دوست شد و آن‌ها شروع به اجرای مجدد موسیقی گروه‌هایی چون رامونز و سکس پیستولز کردند. پس از آن مارکوس تصمیم گرفت تا گروه دوستان را ترک کند تا با گروهی بزرگتر کار کند و این اتفاق زمانی افتاد که او با کای هانسن و گروه او یعنی سکند هل آشنا شد و سریعاً کار را با گروه آغاز کرد. با پیوستن مایکل ویکاث به گروه، گروه تغییر نام داد و پس از آن با نام هلووین شروع به کار کرد. اعضای اصلی گروه در آغاز عبارت بودند از کای هانسن (خواننده و نوازنده گیتار)، مایک ویکاث (نوازنده گیتار)، مارکوس گراسکف (نوازنده گیتار باس) و اینگو شویتزنبرگ (نوازنده درامز).